# Stacja chemiczno-rolnicza
Jeżeli edytujesz kod źródłowy, to aby uzyskać taki efekt: teoria, elektronem, Witolda Gombrowicza – twórz linki według składni: [[teoria]], [[elektron]]em, [[Witold Gombrowicz|Witolda Gombrowicza]].

Stacja chemiczno-rolnicza – jednostka administracji specjalnej, powołana w celu agrochemicznej obsługi rolnictwa, badania właściwości gleb i zawartości składników mineralnych.

## Powołanie stacji
Na podstawie uchwały Prezydium Rządu z 1954 r. w sprawie utworzenia wojewódzkich stacji chemiczno-rolniczych powołano stację. Celem powołania stacji było objęcie badaniami - pod względem zawartości składników mineralnych i organicznych - wszystkich użytków rolnych w kraju.

## Zakres działania stacji z 1975 r.
Na podstawie ustawy z 1975 r. o dwustopniowym podziale administracyjnym Państwa oraz o zmianie ustawy o radach narodowych, rozporządzeniem Rady Ministrów z 1975 r. utworzono okręgowe stacje chemiczno-rolnicze. Okręgowe stacje były jednostkami budżetowymi finansowanymi z budżetu centralnego Ministerstwa Rolnictwa i podlegały Ministrowi Rolnictwa.

## Zakres działania stacji z 2000 r.
Na podstawie ustawy z 2000 r. o nawozach i nawożeniu zadania związane z agrochemiczną obsługą rolnictwa realizowały Krajowa Stacja Chemiczno-Rolnicze i okręgowe stacje rolniczo-chemiczne, które podlegały ministrowi właściwemu do spraw rolnictwa. 

## Zadania Krajowej Stacji Chemiczno-Rolniczej
Do zadań Krajowej Stacji należy: 
- określanie sposobu prowadzenia badań agrochemicznych, w tym dobór metod badawczych,
- ustalanie zakresu zadań wykonywanych przez okręgowe stacje,
- kontrola działalności okręgowych stacji, w tym stosowania metod badawczych i terminowości wykonywania badań przez te stacje,
- podejmowanie działań w zakresie udziału laboratoriów okręgowych stacji w badaniach dokładności wykonywania analiz chemicznych,
- organizacja szkoleń dla pracowników okręgowych stacji,
- tworzenie i prowadzenie bazy danych dotyczących zasobności gleb w azot i fosfor oraz zanieczyszczenia azotanami wód w profilu glebowym do 90 cm pod powierzchnią terenu,
- prowadzenie obsługi finansowej okręgowych stacji,
- opracowywanie planów dochodów i wydatków budżetowych dla poszczególnych okręgowych stacji,
- przekazywanie środków finansowych na działalność bieżącą okręgowych stacji,
- wykonywanie innych zadań powierzonych przez ministra właściwego do spraw rolnictwa.

## Zadania okręgowych stacji
Do zadań okręgowych stacji należy:
- wykonywanie analiz gleb, roślin, płodów rolnych i leśnych,
- doradztwo w sprawach nawożenia,
- wykonywanie badań jakości nawozów,
- wykonywanie ekspertyz i wydawanie opinii o zasobności gleb, składzie chemicznym roślin i nawozów oraz prawidłowym stosowaniu nawozów,
- prowadzenie działalności szkoleniowej i informacyjnej w zakresie,
- tworzenie i prowadzenie bazy danych dotyczących zasobności gleb w azot i fosfor oraz zanieczyszczenia azotanami wód w profilu glebowym do 90 cm pod powierzchnią terenu,
- wykonywanie innych zadań powierzonych przez stację.
- opracowywanie wyników przeprowadzonych analiz i badań,
- działalność szkoleniową i informacyjną.

## Kierowanie stacją
Stacją kieruje dyrektor powoływany i odwoływany przez ministra właściwego do spraw rolnictwa. Okręgowymi stacjami kierują dyrektorzy powoływani i odwoływani przez ministra właściwego do spraw rolnictwa na wniosek dyrektora Stacji.
Dyrektor Krajowej Stacji nadzoruje i koordynuje działalność okręgowych stacji, w tym również w zakresie gospodarowania środkami publicznymi oraz w zakresie realizacji planów finansowych przez te stacje.